# Cipher History
Cipher History (deutsch „Chiffriergeschichte“) ist eine englischsprachige Website zum Thema Geschichte der Kryptologie. 
Auf der Website werden einerseits Handschlüsselmethoden wie monoalphabetische und polyalphabetische Substitutionen vorgestellt und erläutert sowie anhand von historischen Beispielen illustriert. Dazu gehören Rasterverfahren, die Vigenère-Chiffre, Chiffrierscheiben und Codebücher, um nur einige Beispiele zu nennen. Andererseits werden auch Maschinenschlüssel thematisiert, insbesondere Rotor-Chiffriermaschinen, wie beispielsweise die deutsche Enigma-Maschine, die amerikanische M-209, die schwedische BC-52 und noch viele weitere.
Auch modernere Methoden und Geräte werden vorgestellt, zum Beispiel zur Sprachverschlüsselung, bis hin zu asymmetrischen Kryptosystemen.
Ergänzt wird es durch ein virtuelles Museum, das man im Rahmen der Cipher History Museum Virtual Tour kennenlernen kann. Dabei kann man anhand einer Bildergalerie und eines Videos die Räume der Privatsammlung, mit der 2002 begonnen wurde, und die vielen Exponate sehen und Erklärungen dazu hören oder lesen. Darüber hinaus gibt es Verzeichnisse mit weiteren Videovorträgen von Ralph Simpson zum Thema sowie seine Vortragsfolien (PPT) zum freien Herunterladen.